# Бернов, Эммануил Иванович
Эммануил Иванович Бернов (19 [31] августа 1854, Саратов — 27 января [9 февраля] 1907, Санкт-Петербург) — российский военный деятель, генерал-майор, исследователь Дальнего Востока.

## Биография
С 1868 года учился в Пажеском корпусе (с 1872 — в младшем специальном классе). С 7 (19) августа 1874 — корнет Кавалергардского полка, с 18 (30) августа 1877 — поручик, прикомандирован к Кубанскому конному полку, с которым участвовал в русско-турецкой войне в сражениях у Джана (1 [13] сентября), на больших и малых Ягнах (20 сентября [2 октября] — 22 сентября [4 октября]), Суботан и Хадживали (27 сентября [9 октября]), Асюят (1 [13] октября), на Аладжинских высотах (3 [15] октября), в делах у Карса (3 [15] октября, 5 [17] октября и 8 [30] октября), в штурме укреплении Хафизпаши (24 октября [5 ноября]) и в штурме Карса (6 [18] ноября).
25 июня (7 июля) 1878 продолжил службу в Кавалергардском полку (по февраль 1888). В 1880 году произведён в штабс-ротмистры. За этот период учился артиллерийскому делу (1880, при 1-й батарее Главной конно-артиллерийской бригады), в Академии Генерального штаба (1880—1881), в Офицерской кавалерийской школе (1887); был прикомандирован к стрелковой школе (1883), к 1 отделению кадра № 1 Гвардейского кавалерийского запаса (ноябрь 1883 — 16 [28] августа 1884).
С 28 февраля (11 марта) 1888 года — адъютант командующего войсками Приамурского военного округа (зачислен по армейской кавалерии ротмистром, 1 [13] января 1889 произведён в подполковники). С 6 [18] февраля по 9 [21] августа 1889 находился в командировке, собирал сведения от границы Приамурского края до Пекина, изучал влияние китайцев на монголов. В 1890—1901 годах командовал сотней в Амурском конном полку, с 1891 года заведовал конными сотнями Южно-Уссурийского отдела. 21 мая 1893 года произведён в полковники и назначен командующим Уссурийской конной бригадой. В 1896 году состоял при чрезвычайном Китайском посольстве во время коронации Николая II и Александры Фёдоровны.
С 26 мая (7 июня) 1897 года командир 5-го лейб-драгунского Курляндского полка. 28 апреля 1902 года произведён в генерал-майоры и назначен командиром лейб-гвардии Казачьего полка . С 1905 года — начальник Приамурской казачьей бригады, затем — начальник 2-й Отдельной кавалерийской бригады, командующий Уральско-Забайкальской свободной казачьей дивизии. С 9 (22) июня 1906 года, в связи с расформированием дивизии, прикомандирован к штабу Петербургского округа. На 1 июля 1906 года в той же должности и звании.
Умер 27 января 1907 года в Санкт-Петербурге, похоронен в Александро-Невской лавре, рядом с могилой своего деда А. И. Михайловского-Данилевского.

### Семья
Отец — Иван Иванович Бернов (? — после 1876), полковник Нарвского гусарского полка; в 1875—1876 — Саратовский губернский предводитель.
Мать — Антонина Александровна (1829—1896), фрейлина двора (1847), дочь А. И. Михайловского-Данилевского (1789—1848), генерал-лейтенанта, сенатора, академика.
Братья:
- Пётр (1852 — после 1908) — выпускник Пажеского корпуса (1871), служил в лейб-гвардии Конном полку; выйдя в отставку поручиком, состоял членом судебного присутствия Сердобского уездного съезда, почётным мировым судьёй; с 24.3.1908 — инспектор типографий в Москве[8].
- Евгений (1855—1917), генерал-лейтенант.
- Борис (1862 — 10.1.1906, Рим; похоронен на кладбище Тестаччо) — выпускник Орловской военной гимназии; с 1880 года служил в лейб-гвардии Конном полку (вольноопределяющийся, с 1882 — корнет); затем руководил телеграфной станцией, был ктитором полковой церкви. С 1901 года служил при Римском посольстве (с 1904 — подполковник)[8].

## Награды

### Российские
- Орден Святой Анны 4 степени (1878)
- Орден Святой Анны 3 степени с мечами и бантом (1879)
- Орден Святого Станислава 3 степени с мечами и бантом (1879)
- Монаршее благоволение (1892)
- Орден Святого Станислава 2 степени (1896)
- Орден Святой Анны 2 степени (1900)
- Орден Святого Владимира 3 степени (1905)
- Золотое оружие (1905)
- орден Святого Владимира 3 степени с мечами (1905)[3].

### Иностранные
- Орден Двойного дракона 1 степени 3 класса (1896)
- Орден Восходящей звезды 2 степени (1896)
- Орден Итальянской короны большой офицерский крест (1903)